# Щелкун скромный
Щелкун скромный (лат. Actenicerus modestus) — вид щелкунов из подсемейства Agrypninae.

## Описание
Голова жука в 1,5 раза шире самой длины.

### Личинка
Личинка длиной до 17 мм.
Наружные ветви урогомф не короче внутренних, тонкие, длинные, когтевидные, заострённые и загнутые. Внутренние же сильно уплощённые с хорошо развитым угловым наружным отростком и надвое разделяющейся внутренней стороной, которая образует два отростка (клювовидный кольцевой и округлосглаженный внутренний). Вырезка грибовидной формы, почти вдвое уже толщины урогомф, на половину открытая.

## Экология и местообитание
Личинки встречаются в почве под пологом леса или же на влажных лугах.

## Подвиды
- Actenicerus aerosus aerosus (Lewis, 1879)
- Actenicerus aerosus miyanouranus (Kishii, 1968)